# Saint-Andelain
Saint-Andelain – miejscowość i gmina we Francji, w regionie Burgundia-Franche-Comté, w departamencie Nièvre.
Według danych na rok 1990 gminę zamieszkiwało 551 osób, a gęstość zaludnienia wynosiła 27 osób/km² (wśród 2044 gmin Burgundii Saint-Andelain plasuje się na 421. miejscu pod względem liczby ludności, natomiast pod względem powierzchni na miejscu 430.).